# 花井良一
花井 良一（はない りょういち）は、日本の実業家。大阪府出身。

## 経歴
1974年（昭49年）大阪大学法学部卒、関西電力入社。2006年執行役員、2007年常任監査役。2010年MID都市開発（2016年関電不動産に吸収合併され消滅）社長に就任。